# Horace Sébastiani
Horace François Bastien Sébastiani (La Porta (Bastia mellett, Korzika), 1772. november 10. – 1851. július 21.)  gróf, katonatiszt, Napóleon tábornoka, az 1830-as forradalom utáni monarchiában diplomata, miniszter, 1840-től Franciaország marsallja.

## Élete
1792-ben belépett a francia hadseregbe és fokozatosan emelkedve 1799-ben ezredes lett. 1800-ban Olaszországba kísérte az első konzult és részt vett a marengói ütközetben. Az austerlitzi csatában súlyosan megsebesült, majd hadosztálytábornok lett és 1806 májusában mint követ Konstantinápolyba ment. 1812-ben a nagy hadsereg elővédjét vezényelte és a francia csapatok élén vonult be Moszkvába. 1813-ban Lipcse mellett megsebesült, Hanaunál azonban hadosztályával együtt mégis keresztül vágta magát, mire az 5. hadtest élén a Rajna vonalát fedezte. 1814 elején azonban kénytelen volt Champagne-ba visszavonulni. I. Napóleon lemondása után, noha meghódolt a Bourbonoknak, nem kapott alkalmazást. A waterlooi csata után Lafayette-tel és másokkal a béke közvetítése céljából a szövetségesek táborába ment, midőn azonban Napóleon érdekében folytatott alkudozásai meghiúsultak, Angliába távozott. 1816-ban visszatért Franciaországba, ahol felére leszállított fizetéséből kellett megélnie. 1819-ben a kamarába beválasztatván, a szabadelvű ellenzékhez csatlakozott. 1830-ban a júliusi forradalom után (augusztus 11.) kinevezték tengerészeti miniszterré, megkapta a Franciaország marsallja kitüntető címet, november 17-én pedig a külügyek vezetését vette át. 1834. április 1-jén lemondván állásáról, előbb Nápolyban, utóbb 1835-től 1840-ig Londonban mint követ működött. Csak ekkor (1835) nyerte el a marsalli rangot. 1835-től egyébiránt Ajacciót képviselte a kamarában. Egyetlen leányát saját férje, Praslin herceg 1847-ben meggyilkolta.
1851-ben hunyt el, a párizsi Invalidusok dómjában temették el.